# Budenberg-Stift

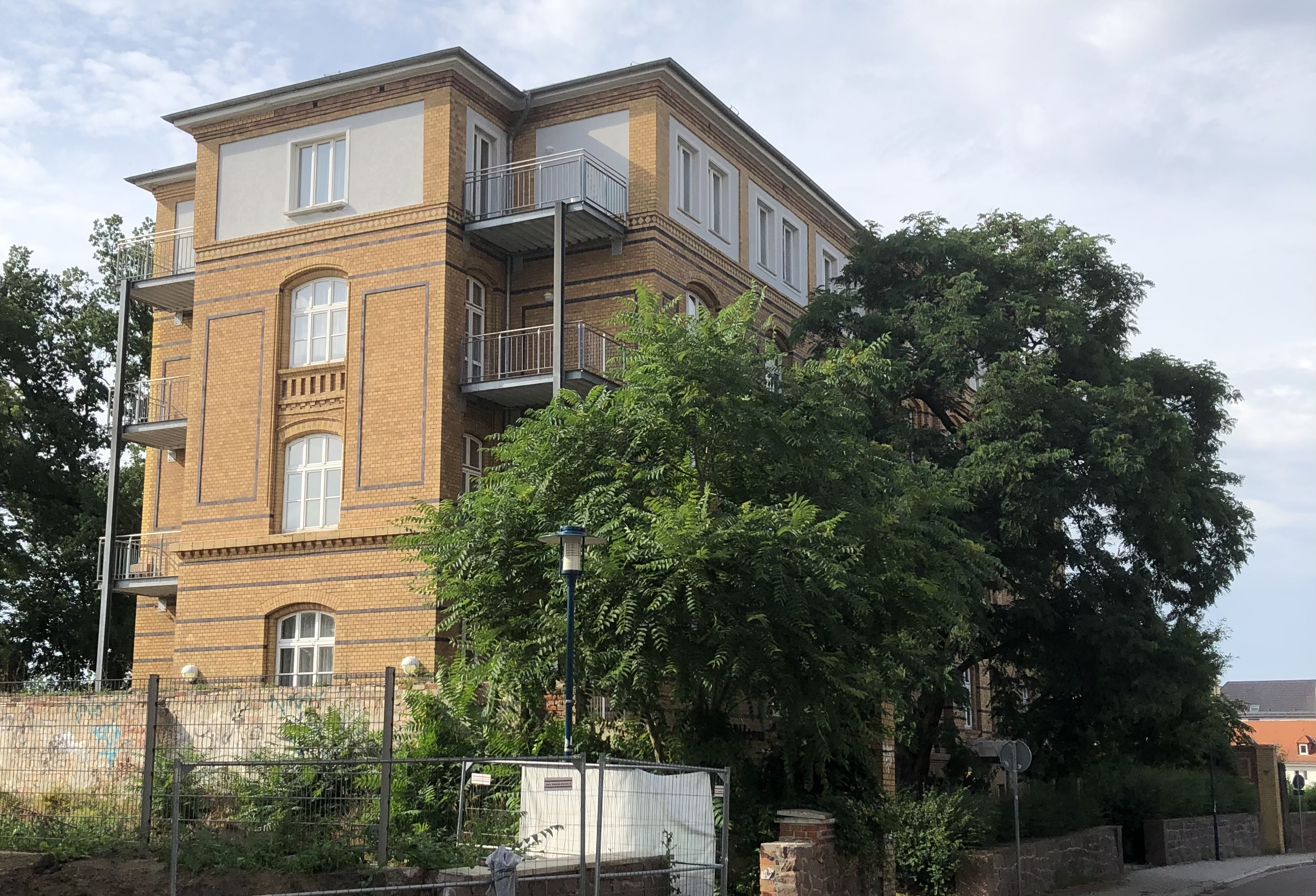
Budenberg-Stift, 2021

Das Budenberg-Stift, auch Haus Budenberg, ist ein denkmalgeschütztes Altenheim in Magdeburg in Sachsen-Anhalt. Es wird von der städtischen Wohnen und Pflegen Magdeburg gGmbH betrieben.

## Lage
Das Heim befindet sich im Magdeburger Stadtteil Buckau auf der Westseite der Budenbergstraße an der Adresse Budenbergstraße 9.

## Ausstattung
Im Haus befinden sich 48 Pflegeplätze, darunter 32 Einzelzimmer und acht Zweibettzimmer. Die Zimmer verfügen jeweils über Dusche und WC. Auf jeder Etage ist ein Gemeinschaftszimmer eingerichtet. Außerdem bestehen drei Pflegebäder. Es wird Kurzzeitpflege und vollstationäre Pflege angeboten.

## Architektur und Geschichte
Das Gebäude wurde in den Jahren 1884 und 1885 bereits als Altenheim errichtet und bot Platz für 70 Senioren. Es diente als sogenanntes Altenasyl für die Mitarbeiter der benachbarten Armaturenfabrik Schäffer & Budenberg. Finanziert wurde der Bau aus einer Stiftung der 1884 verstorbenen Caroline Budenberg (1817–1884). Sie war die Witwe des ein Jahr zuvor verstorbenen Industriellen Christian Friedrich Budenberg.
Zunächst war der Ziegelbau dreigeschossig ausgeführt, bis im ersten Viertel des 20. Jahrhunderts das vierte Geschoss aufgestockt wurde. Die Fassade des Hauses ist zur Straße hin durch einen dreiachsigen Mittelrisalit geprägt, die Fensteröffnungen werden von Segmentbögen überspannt.
Hinter dem Gebäude nach Westen hin erstreckt sich ein kleiner von großen Bäumen geprägter Park. Im Park befindet sich das Budenberg-Mausoleum, in dem die Stifterin und ihr Ehemann beigesetzt sind. Außerdem sind dort die historischen Portalgewände aufgestellt. Etwas weiter nördlich befindet sich die Villa Budenberg.
Im Jahr 2021 war das Pflegeheim geschlossen, um Sanierungsarbeiten zu ermöglichen. Eine Wiedereröffnung war für die zweite Jahreshälfte 2022 vorgesehen. Um ukrainische Flüchtlinge in Folge des russischen Überfalls auf die Ukraine unterzubringen, wurde das Gebäude im April 2022 kurzfristig provisorisch nutzbar gemacht. Das Fehlen einer Heizanlage wurde durch Aufstellung eines Heizcontainers kompensiert.
Im örtlichen Denkmalverzeichnis ist das Altenheim unter der Erfassungsnummer 094 82672 als Baudenkmal verzeichnet.
Der das Straßenbild prägende Bau gilt als typisches Beispiel der Anstaltsarchitektur der Gründerzeit. Außerdem ist er ein wichtiges Zeugnis der Magdeburger Sozial- und Industriegeschichte.